# Cerodontha gibbardi
Cerodontha gibbardi är en tvåvingeart som beskrevs av Spencer 1969. Cerodontha gibbardi ingår i släktet Cerodontha och familjen minerarflugor. Inga underarter finns listade i Catalogue of Life.